# بیوگانی
آیین بیوگانی در دین زرتشتی به آیین زناشویی یا ازدواج گفته می‌شود. از نظر آنان بیوگانی گویای همسری و پیوندی است که در آن زن و مرد با هم برابرند و آرمان این پیوند رسایی است. در وندیداد آمده که زرتشت از اهورا مزدا پرسید: ای خداوند، چه جایی در این جهان بهترین است؟ اهورامزدا پاسخ داد: آن جا که مرد دیندار خانه و کانونی می‌سازد که در آن آتش، گله، زن، فرزندان، پیروان و یاران خوب گرد هم آیند. 

## ازدواج درآیین زرتشتی
ازدواج یا بیوگانی تا آن جا پسندیده‌است که به زرتشتیان سفارش شده، به هم کیشان خود یاری رسانند تا بتوانند همسری را که می‌خواهند برگزینند و پیوند همبستگی بندند. در آیین زرتشتی، پس از ازدواج، جدایی به جز در شرایطی خاص پدید نمی‌آید. همچنین هر مرد یا زن باید یک همسر برای خود انتخاب کند. بنابراین لازم است این گزینش از روی آگاهی باشد در اوستا به زنی که شوهر دارد نمانوپتنی و مردی که زن اختیار کند نمانوپئیتی گفته می‌شود. نمانو به معنی خانه و خانواده می‌باشد و قسمت دوم هردو واژه رئیس و رهبر معنا می‌دهد. این واژه‌ها در تفسیر زبان پهلوی  به صورت کدبانو و کدخدا آمده‌است. 